# Michiel de Swaen
Michiel de Swaen (Duinkerke, 20 januari 1654 – aldaar, 3 mei 1707) was een heelmeester en een rederijker uit de Zuidelijke Nederlanden.

## Jeugd, opleiding en beroepsleven
Michel de Swaen zag het levenslicht in Duinkerken op 20 januari 1654 als het eerste kind van Pieter de Swaen, afkomstig van Kamerijk, en zijn vrouw Catharina Senlegier, geboren in Hulst.
Hij studeerde aan het jezuïetencollege van zijn geboortestad, waar hij waarschijnlijk een humanistische vorming genoot, die vooral was verworven via het toneel, toen de basis voor de opleidingspedagogie. Na een zesjarige opleiding, drie jaar bij een heelmeester en drie jaar op een onbekende plaats, vestigde De Swaen zich in Duinkerke als heelmeester en barbier. Terzelfder tijd was hij betrokken bij het letterkundige leven van die stad. Ofschoon er al veertien heelmeesters in Duinkerke waren, had hij blijkbaar voldoende patiëntencontacten, want in een gelegenheidsgedicht beklaagde hij zich over de weinige tijd die hem voor de dichtkunst restte.

## Historische en letterkundige achtergrond

### De bezetting van Duinkerke
De 17e eeuw was bepalend voor de geschiedenis van de Nederlanden en de gebeurtenissen van die tijd beïnvloedden ook ingrijpend het leven van De Swaen. Terwijl de Noordelijke Nederlanden hun Gouden Eeuw beleefden, werden de Zuidelijke beheerst door kommer en kwel, oorlog en ellende, onder Spaans bestuur. De toevloed van protestantse immigranten die de katholieke Zuidelijke Nederlanden ontvluchtten, luidde de ondergang in van de oude metropool Antwerpen, waar de Hollandse steden Amsterdam, 's-Gravenhage en Rotterdam en Utrecht de vruchten van konden plukken.
In 1662, De Swaen was dan acht, werd de Nederlandse stad Duinkerke door Lodewijk XIV afgekocht van Engeland. Een jaar later was het Frans er de verplichte ambtelijke taal, wat tot de algemene verfransing van het openbare leven van de Westhoek zou leiden; sinds het Edict van Villers-Cotterêts was het in Frankrijk verboden andere talen dan het Frans te spreken. De Franse invloed liet er nochtans even op zich wachten; een groot deel van de bevolking bleef minstens tot het einde van de 19e eeuw Nederlandstalig. Alle werken van De Swaen werden overigens in het Nederlands geschreven. Na 1700 evenwel, brachten de schouwburgen in Duinkerke vrijwel enkel nog Franse toneelstukken.
De Swaens appreciatie van het Franse bestuur kan onrechtstreeks worden afgeleid uit een sonnet, waarin hij met onverholen heimwee terugblikt op een verblijf in de Republiek der Zeven Verenigde Nederlanden; met name heeft hij daar Rotterdam bezocht, waar zijn zoon verbleef. De Swaen schijnt kennelijk aan de Nederlandse normen en waarden de voorkeur te hebben gegeven boven wat zijn bezette land onder Frans bestuur dienaangaande te bieden had; daarover laat het sonnet aen den Heer Van Heel geen twijfel bestaan:
Wat claegt gy, heer van Heel, wat doet gy Hollant treuren,
Omdat een wilde Swaen syn kust verlaten heeft?
De Swaen, met een meerder recht, tot rouwe sigh begeeft,
Nu een soo soet verblyf niet meer hem magh gebeuren.
O Hollant ! vreedsaem lant, waerin de vryheyt leeft,
Wat socht ik die vergeefs by uwe nagebueren,
Waer Frans en Castiliaen de rust en vrede schueren,
Waar't hooft der borgery voor vreemde heeren beeft...
O had ik, lieve Lant, in uw begryp gebleven,
Hoe vroylyk wiert myn stem tot singen voorts gedreven,
Of aen de Rotte-stroom, of midden op de Maes!
Nu leef ik in een oort waer vreughde is uytgeweken;
Myn spys is bittre gal, myn sang... Eylaes! Eylaes!
Och! Och! waer heb ik my, misleyde Swaen, versteken!’
Uit: De zedighe doot van Carel den Vijfen; aen den heer Van Heel, my onbekent, over syne clacht, op myn vertrek, uyt Hollant, Michiel de Swaen
Michiel de Swaen schreef in de Nederlandse standaardtaal van die tijd, die alle Nederlanders konnen begrypen zoals zijn vriend de rederijker en drukker Pieter Labus het uitdrukte. De bewondering voor het verloren vaderland was een constante in de Nederlandse letteren van Frans-Vlaanderen. De Swaen was waarschijnlijk de eerste die gestalte gaf aan deze in de letteren vorm gegeven heimwee, waar ook bewaard gebleven teksten uit de 18e eeuw blijk van geven.
Gelet op het belaste verleden, is Frankrijk ook heden ten dage niet opgezet met de erfenis van een Nederlandstalige auteur als De Swaen. Voor vele Frans-Vlamingen is De Swaen derhalve een symboolfiguur uit hun rijke culturele verleden, die mee hun huidige identiteit helpt bepalen. Mét de Belgische dichter Guido Gezelle is hij de voornaamste schrijver van een grensoverschrijdende streek die wordt gevormd door West-Vlaanderen en de Franse Westhoek. Ook is hij - en bij uitstek - de vertegenwoordiger van een Nederlandse letterkunde van hoog gehalte in Frans-Vlaanderen.

### De letteren in de Nederlanden
In de 17e eeuw beleefden de letteren in de Republiek der Zeven Verenigde Nederlanden hun Gouden Eeuw. In 1654, het geboortejaar van De Swaen, en in 1655 verschenen enkele van de voornaamste werken van die tijd, met name Trintje Cornelis van Constantijn Huygens, Lucifer van Joost van den Vondel en Alle de wercken van Jacob Cats.

### Kamers van Rethorycke
De beweging van de rederijkers is als een soort culturele gezelligheidsvereniging ontstaan in de 15e eeuw: in de 17e eeuw schijnen de meeste rederijkers in de Zuidelijke Nederlanden afkomstig te zijn uit Vlaanderen en Brabant. De rederijkers ondergingen de invloed van het humanisme en van de Katholieke Reformatie. Organisatorisch verenigd in een rederijkskamer, wijdden zij zich aan de woordkunst. In sommige opzichten kunnen ze de vergelijking doorstaan met de Duitse "Meistersinger".
Nadat de Fransen de moedertaal uit het openbare leven hadden verdreven in de als Frans-Vlaanderen bekendstaande bezette gebieden der Nederlanden, bleef de rederijkerskamer als laatste en enige instelling van Nederlandse cultuur overeind.

## De Swaen als rederijker
Beroepsmatig is De Swaen heelmeester en hij maakt deel uit van de rechterlijke macht, maar hij is ook lid van de Duinkerkse rederijkerskamer de Carsouwe, ook naar de beschermheilige Sint Michiel geheten; de kamer van de Kassouwieren (allerlei spellingvarianten worden aangetroffen zoals De Kersauwe; het woord komt van het Nederlandse kersouw of madeliefje).
Michiel de Swaen is als rederijker bevriend met rederijkers uit de ruime omgeving, onder meer Diksmuide en Ieper. In 1687 wordt hij prince van zijn Duinkerkse kamer. Via de rederijkskamer bewaren rederijkers als De Swaen na de Franse bezetting de band met de Habsburgse Nederlanden over de schreve. Zo is hij in 1688 met zijn rederijkerskamer te gast bij de kamer van de Kruys-Broeders in Veurne. In 1700 neemt De Swaen deel aan een landjuweel dat door de Brugse rederijkerskamer, de Drie Santinnen, wordt georganiseerd. Tot een ieders verbazing won hij de wedstrijd niet. Zijn omgeving overtuigde hem ervan de Brugse rederijkerskamer aan te schrijven om aan te tonen dat ze een vergissing hadden begaan. Teleurgesteld omdat hij slechts de tweede prijs behaalde, probeerde hij tegenover de door de wedstrijd gestelde normen een theorie over de poëzie te stellen die hij in Neder-duitsche digtkonde of rym-konst uitwerkte naar het model van die van Aristoteles.
Tegen het einde van zijn leven zal De Swaen beweren dat hij enkel lid van de rederijkerskamer is gebleven om het contact met zijn vrienden te behouden. Nochtans nam hij zijn rederijkerswerk wel ernstig, waarbij hij zich Vondel en anderen tot voorbeeld stelde.

## Werken

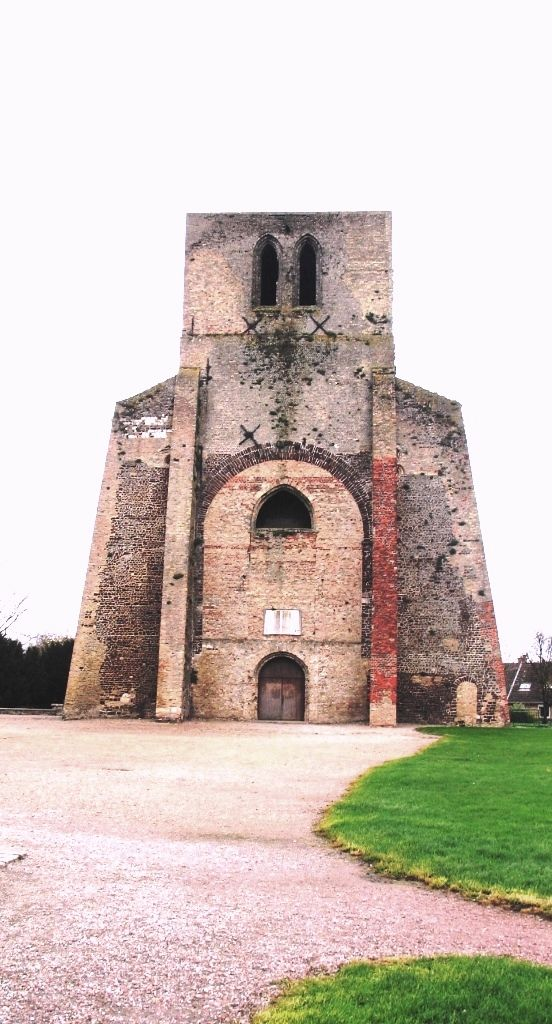
Ruïne van de abdij van Sint-Winoksbergen, verwoest onder de Franse revolutie

De Swaen trok zich op grond van zijn christelijke overtuiging enigszins uit het rederijksleven terug; hoewel hij daartoe door zijn vrienden-rederijkers meermaals werd aangespoord, en ofschoon hij zich in zijn jeugd nog geestdriftig voor de rederijkerskamer had ingezet, wees hij de mogelijkheid van de hand zijn werk uit te geven. Enkel de Andronicus, een vertaling van een werk van Jean Galbert de Campistron, werd met De Swaens toestemming in 1707 uitgegeven. Zijn vertaling van Le Cid van Corneille werd dan weer buiten zijn medeweten in 1694 door de drukker Pieter Labus in Duinkerke gepubliceerd. De meeste van zijn werken werden echter pas na zijn dood gedrukt, in Brugge of in Gent, steden die toen bij de Habsburgse Nederlanden hoorden. Vele van zijn geschriften werden bewaard in de Abdij van Sint-Winoksbergen tot die tijdens de Franse Revolutie werd verwoest, waardoor het vandaag onzeker is of wij alle werken kennen die De Swaen ooit geschreven heeft.
De Swaens gedichten zijn vaak religieus geïnspireerd en doen vermoeden dat hij de invloed van humanistische auteurs als Jacob Cats en Joost van den Vondel heeft ondergaan. Zijn Catharina staat aanwijsbaar onder invloed van Vondels Maegdhen. Guido Gezelle noemde De Swaen later ten slotte de Vondel van Duinkerke.
Uit zijn theoretisch werk Neder-duitsche digtkonde of rym-konst blijkt zijn eruditie en met name zijn kennis van het werk van de 17e-eeuwse Franse dichter-toneelschrijver Pierre Corneille en van de Poëtica van Aristoteles.
De Swaens religieuze opvattingen en toewijding aan de Contrareformatie blijken uit werken als Het leven en de dood van Jesus Christus. Na Anton van Duinkerke volgde De Swaen het voorbeeld van de moraliserende Diktatiek van Poirtiers, waar ook Cats zijn ding mee deed. Daarnaast schreef hij nog twee Martelaarspelen of Treurspelen (Catharina en Mauritius).
De Swaen had ook belangstelling voor de Europese geschiedenis en schreef een geschiedkundig drama De zedighe doot van Carel den Vijfden. Zijn aan keizer Karel V gewijde teksten, vertonen zijn verknochtheid aan de Nederlanden en zijn religieuze gezindheid; Karel V wordt er als een ware christelijke held in voorgesteld. De Swaens voornaamste werk, De gecroondse leerse, die hij zelf omschrijft als een clucht-spel, is gegrond op een anekdotisch gegeven over Karel V en werd een groot succes.
Van De Swaen zijn ook gelegenheidsverzen bekend.
De Swaen schreef in de Nederlandse standaardtaal van zijn tijd, maar de klassieke en Franse auteurs waren hem niet vreemd. Zijn Nederlandse vertaling van Le Cid van Pierre Corneille overhandigde hij aan Barentin, de intendant van de Franse koning Lodewijk XIV. Ook Andronicus van Jean Galbert de Campistron vertaalde hij in het Nederlands. Verschillende van zijn werken vertonen de invloed van het Franse classicisme, zoals De gecroonde leerse, opgesplitst in vijf delen en opgesteld in alexandrijnen.

## Voornaamste werken
De Swaens voornaamste werken zijn: De gecroonde leerse (1688), Catharina (1702), Mauritius, Andronicus (1700), Le Cid (1694), De Menschwording (1688), Het leven en de dood van Jesus Christus (1694), Neder-duitsche digtkonde of rym-konst (ca. 1702), de zedighe doot van Carel den Vijfden (ca. 1707).

### Catharina
Catharina is een christelijke tragedie over de Heilige Catharina van Alexandrië en waarvan het belangrijkste thema het conflict is tussen heidendom en christendom: de martelares Catharina van Alexandrië zal worden terechtgesteld op bevel van de Romeinse keizer Maxentius. Dit werk neemt in de Nederlandse letteren een bijzondere plaats in; het genre waartoe het kan worden gerekend, is in de Republiek der Zeven Verenigde Nederlanden vrijwel onbestaande.

### De gecroonde leerse
Op een dag begeeft Maey, vrouw van de schoenlapper Teunis, zich naar de markt waar zij een kapoen koopt voor een feest dat die avond nog bij haar familie moet plaatsvinden. Keizer Karel V slaat alles vanop een afstand gade. Verlekkerd op de smakelijke kapoen, geeft hij zijn knecht het bevel Maey te volgen. Die wijst hem aan waar zij woont. Karel beslist dan om op z’n eentje eropuit te trekken. Om te worden uitgenodigd, biedt de keizer wijn voor eenieder aan. Een dag later ontvangt schoenlapper Teunis een oproep van de keizer. In alle staten begeeft de arme Teunis zich naar het hof waar hij de vrijgevige gast van de avond voordien herkent. Karel V benoemt Teunis dan tot keizerlijke schoenlapper.
De gecroonde leerse is de De Swaens enige klucht en een van de voornaamste werken uit de Nederlandse literatuur. Het werk wordt uitgevoerd in de Zuidelijke en Noordelijke Nederlanden en zelfs in Zuid-Afrika. Ofschoon de auteur het werk zelf als clucht-spel omschrijft, vertoont het werk toch ook trekken van de Franse klassieke komedie.
Opmerking: De gecroonde leerse is integraal opgenomen op de website van de Digitale Bibliotheek voor de Nederlandse Letteren; zie externe link.

### De zedighe doot van Carel den Vijfden
Opmerking: Ook De zedighe doot van Carel den Vijfden is in te kijken op De Digitale Bibliotheek voor de Nederlandse Letteren; zie externe link.

## Werken
- 1688: De gecroonde leerse
- 1688: De Menschwording
- 1694: Le Cid, een vertaling van het gelijknamige werk van Pierre Corneille
- 1694: Het leven en de dood van onsen saligmaker Jesus-Christus
- 1700: Andronicus, grotendeels gebaseerd op het gelijknamige werk van Jean Galbert de Campistron
- 1702: Catharina
- 1702: Mauritius
- omstreeks 1702: Neder-duitsche digtkonde of rym-konst
- omstreeks 1704: De zedighe doot van Carel den Vijfden

## Waardering
In de 17e eeuw was De Swaen een van de meest vermaarde rederijkers van de Nederlanden. Vandaag geldt hij, met Maria Petyt en Edmond de Coussemaker, tot de voornaamste vertegenwoordigers van de Nederlandse cultuur in Frankrijk; Guido Gezelle noemde hem de Vondel van Duinkerke.

## Wetenswaardigheden
- De Frans-Vlaamse Michiel de Swaenkring is naar hem vernoemd.[7]
- In Duinkerke is een straat en de middelbare school "Le Collège Michel de Swaen" naar hem vernoemd.
- In Coudekercke-Branche vindt men het Michel de Swaenplantsoen.
- In Merksem (Antwerpen) en Deventer is er ook een Michiel de Swaenstraat. In Deventer is er ook de Michiel de Swaenschool.